# جورج كولز (لاعب كريكت)
جورج كولز (بالإنجليزية: George Coles)‏ (19 أكتوبر 1798 - 22 يناير 1865) هو لاعب كريكت بريطاني (وحمل سابقاً جنسية المملكة المتحدة لبريطانيا العظمى وأيرلندا).

## وصلات خارجية
- جورج كولز على موقع إي آس بي آن كريك إنفو (الإنجليزية)